# مسیحیت خلقیدونی
مسیحیت خلقیدونی یا مسیحیت کلسدونی اشاره به شاخه ای از مسیحیت است که از نظرات کلامی و باورهای شورای خلقیدون، شورای چهارم سراسری مسیحیت که در سال ۴۵۱ برگزار شد، تبعیت می‌کند. مسیحیت خلقیدونی تعریف مسیح‌شناسانه شورای خلقیدون که شامل وحدت دو طبیعت (الهی و انسانی) مسیح در یک حقیقت وجودی به نام عیسی مسیح که به عنوان یک شخص واحد شناخته می‌شود را می‌پذیرد.   همچنین اعتقادنامه نیقیه را نیز قبول دارد در نتیجه باور به مسیحیت خلیقدونی باور به مسیحیت نیقیه نیز هست.  
با توجه به نگرش خاص مسیحیت خلیقدونی نسبت به تعاریف و الهیات مسیحی، فرقه‌های مسیحی (اعم از تاریخی و مدرن) را می‌توان به این ترتیب تقسیم‌بندی کرد:
- خلقیدونی- کسانی که تعاریف و الهیات شورای خلقیدونی را می‌پذیرند.
- نیمه خلقیدونی- آنهایی که الهیات خلقیدونی را به صورت جزئی یا مشروط قبول دارند. [۴]
- غیر خلقیدونی - کسانی که تعاریف و توضیحات شورای خلقیدون را رد می‌کنند.

(بعضی فرقه‌های معتقد به سه‌گانه‌ناباوری، ترمیم‌گرایی و ناباور به مسیحیت نیقیه نشان داده نشده‌اند)